# Okręg zachodni Kościoła Ewangelicko-Metodystycznego w RP

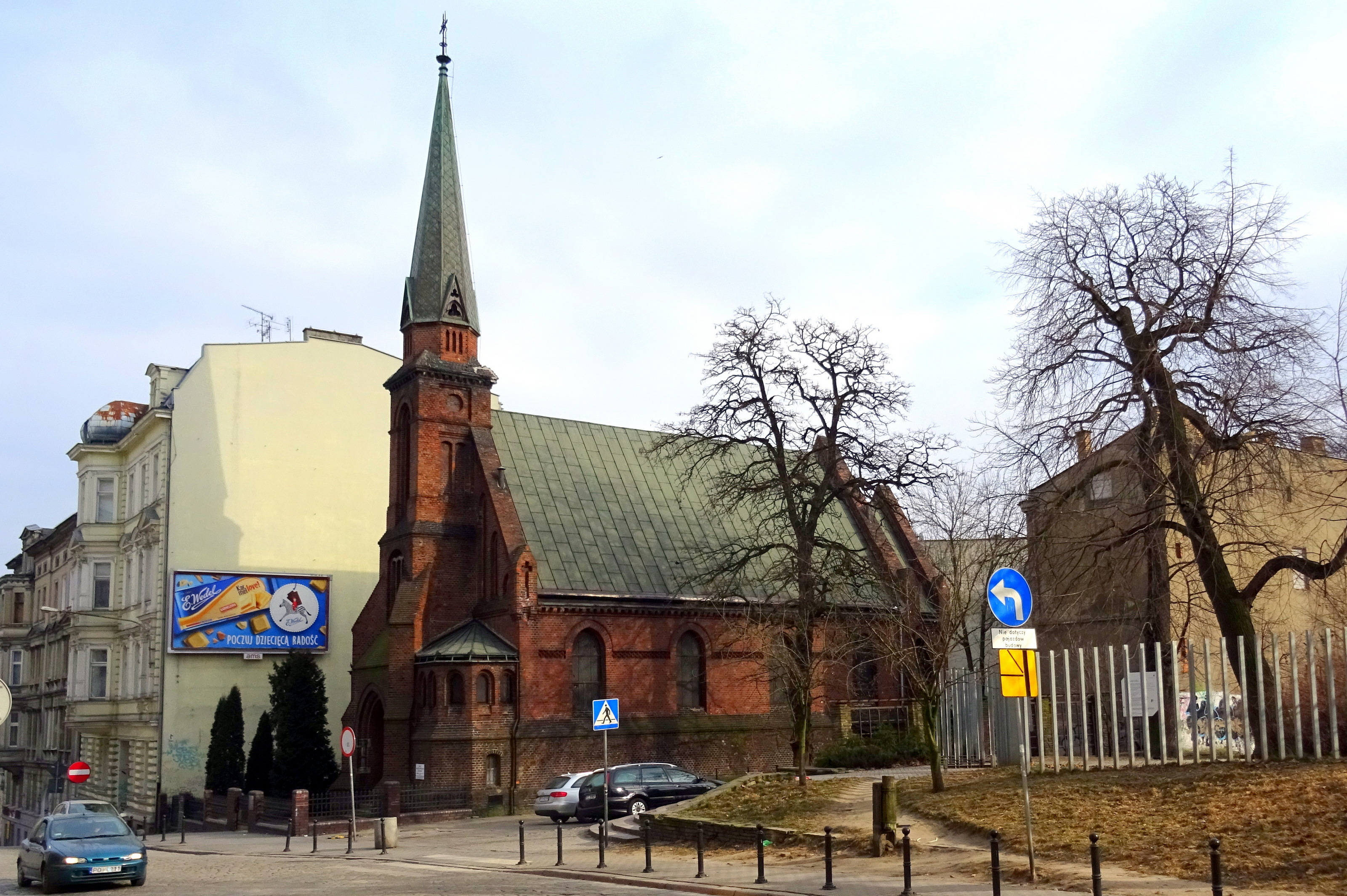
Kościół św. Krzyża w Poznaniu

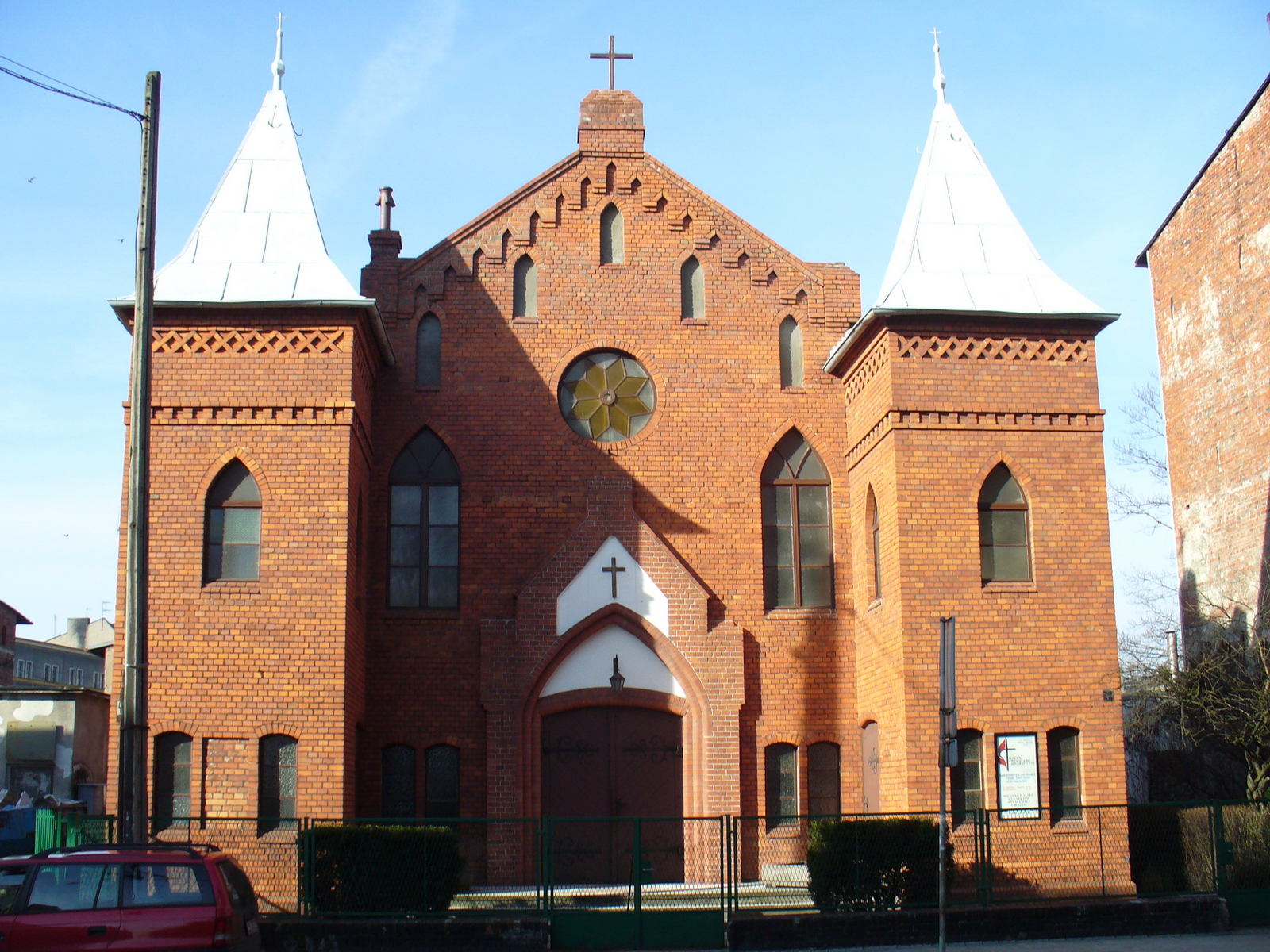
Kościół Ewangelicko-Metodystyczny w Bydgoszczy

Okręg zachodni – jeden z czterech okręgów Kościoła Ewangelicko-Metodystycznego w RP, obok centralnego, mazurskiego i południowego. Terytorialnie obejmuje parafie znajdujące się w granicach województw: kujawsko-pomorskiego, lubuskiego, pomorskiego, wielkopolskiego i zachodniopomorskiego. 
Siedzibą władz okręgu zachodniego pozostaje Warszawa, nie wchodząca w jego skład, lecz znajdująca się w okręgu centralnym. Okręg skupia 11 parafii. Superintendentem okręgowym jest ks. sup. Andrzej Malicki.

## Parafie
| Miejscowość | Województwo        | Zbór                               | Pastor                        |
| Bydgoszcz   | kujawsko-pomorskie | parafia w Bydgoszczy               | ks. Janusz Olszański          |
| Chodzież    | wielkopolskie      | parafia w Chodzieży                | ks. Jerzy Polak               |
| Czarnków    | wielkopolskie      | parafia w Czarnkowie               | ks. Jerzy Polak               |
| Gdańsk      | pomorskie          | parafia w Gdańsku                  | ks. Sebastian Niedźwiedziński |
| Grudziądz   | kujawsko-pomorskie | parafia św. Pawła w Grudziądzu     | ks. Janusz Olszański          |
| Inowrocław  | kujawsko-pomorskie | parafia w Inowrocławiu             | ks. Janusz Olszański          |
| Koszalin    | zachodniopomorskie | parafia w Koszalinie               | ks. Sebastian Bestrzyński     |
| Międzyrzecz | lubuskie           | parafia w Międzyrzeczu             | ks. Sławomir Rodaszyński      |
| Poznań      | wielkopolskie      | parafia Świętego Krzyża w Poznaniu | ks. Sławomir Rodaszyński      |
| Słupsk      | pomorskie          | parafia w Słupsku                  | ks. Sebastian Bestrzyński     |
| Szczecin    | zachodniopomorskie | parafia w Szczecinie               | ks. Tadeusz Sypytkowski       |

## Filiały
| Miejscowość | Województwo   | Zbór                                   | Pastor                   |
| Nowina      | wielkopolskie | filiał w Nowinie (parafia w Chodzieży) | ks. Sławomir Rodaszyński |